# Rudolf Gütlein
Rudolf Gütlein (* 22. November 1926 in München; † 15. Mai 1983 ebenda) war ein deutscher Politiker (der Bayernpartei und CSU).
Gütlein besuchte die Volks- und Oberschule, leistete ein Praktikum ab und legte danach die Prüfung als Textilkaufmann ab. 1945 trat er in den Staatsdienst ein, wo er zuletzt Regierungsrat im Bayerischen Staatsministerium des Innern war.
Von 1958 bis 1978 war Gütlein zunächst für die BP und später für die CSU Mitglied des Oberbayerischen Bezirkstags.und dort zuletzt Vizepräsident.
Bei der Bayernpartei bekleidete er u. a. die Ämter des Landesvorsitzenden  des Jungbayernbundes und des Generalsekretärs.
In den Wirren der von der CSU forcierten und teilweise gesteuerten Spielbankenaffäre war er aktiv am Bruch der Viererkoalition beteiligt, indem er sich für den Koalitionswechsel hin zur CSU einsetzte. Im Rahmen des von der CSU weiter systematisch initiierten politischen Niedergangs der Bayernpartei wechselte er schließlich zur CSU.
Er war Kreisvorsitzender und Mitglied des Bezirksvorstands der CSU München. Unter dem Bezirksvorsitzenden Konstantin Prinz von Bayern war er zweieinhalb Jahre Bezirksgeschäftsführer der CSU München und Vorsitzender des zweitgrößten Münchner Bezirksausschusses. Von 1978 bis zu seinem Tod war er Mitglied des Bayerischen Landtags.
Gütlein, der die Gesellschaft für psychische Gesundheit gründete und lange Zeit Landesvorsitzender war, wurde für seinen langjährigen kommunal- und sozialpolitischen Einsatz mit dem Bundesverdienstkreuz am Bande und der Medaille „München leuchtet – den Freunden Münchens“ ausgezeichnet.